# Mason (Ohio)
Mason is een plaats (city) in de Amerikaanse staat Ohio, en valt bestuurlijk gezien onder Warren County.

## Demografie
Bij de volkstelling in 2000 werd het aantal inwoners vastgesteld op 22.016.
In 2006 is het aantal inwoners door het United States Census Bureau geschat op 29.491, een stijging van 7475 (34.0%).

## Geografie
Volgens het United States Census Bureau beslaat de plaats een oppervlakte van
45,7 km², waarvan 45,6 km² land en 0,1 km² water. Mason ligt op ongeveer 247 m boven zeeniveau.

## Plaatsen in de nabije omgeving
De onderstaande figuur toont nabijgelegen plaatsen in een straal van 12 km rond Mason.